# Сидляров, Андрей Владимирович
Андрей Владимирович Сидляров (род. 5 февраля 1971) — советский и российский хоккеист, нападающий.

## Биография
Воспитанник «Кристалла» Электросталь, дебютировал за клуб в сезоне 1986/87 первой лиги, проведя один матч. Выступал за «Кристалл» до сезона 1997/98, изредка играл за другие команды — «Корд» Щёкино (2 матча в сезоне 1989/90 второй лиги), «Керамик» Электроугли (1994/95, 3 матча), «Витковице» (Чехия, 1996/97, 3 матча).
Игрок команд «Ак Барс» Казань (1997/98), «Рубин» Тюмень (1997/98 — 1998/99), «Витязь» Подольск (1999/2000), «Корд» (2000/01, 2002/03), «Энергия-2» Кемерово (2001/02), МГУ (2001/02 — 2002/03).
Победитель хоккейного турнира зимней Универсиады 1993.
Сын Дмитрий (род. 1994) также хоккеист.